# Gino Rippo
Gino Rippo (eigentlich Giosué Rippo; * 7. Dezember 1895 in Neapel; † 1958 in Rom) war ein italienischer Dokumentarfilmer, Filmregisseur, Kameramann und Autor.

## Leben
Rippo studierte Technik am Politecnico di Torino, diplomierte im Ingenieurwesen und spezialisierte sich auf Elektrotechnik, worüber er auch mehrere Fachbücher veröffentlichte. Zeitlebens beschäftigte er sich mit innovativen Ideen zur Reproduktion von Bildern. Gelegentlich arbeitete er für den Film, zunächst als Direktor einer Produktionsfirma, dann auch als Regisseur und Kameramann verschiedener Dokumentationen und Kurzfilme. 1925 inszenierte Rippo auch einen Spielfilm, den wenig bekannten Il principe apache. Auch nach Einführung des Tonfilmes blieb er dem dokumentarischen Film treu und verfeinerte seine Arbeiten hinter der Kamera (was er auch in einem weiteren Buch, L'operatore cinematografica, beschrieb). 1954 erschien dann der fast im Alleingang (neben Regie und Kamera oblagen ihm Drehbuch, Produktion und Schnitt) gedrehte zweite Spielfilm, das Melodrama Ho pianto per te!.

## Filmografie (Auswahl)
- 1925: Pescicultura in Italia
- 1925: Il principe apache (Spielfilm)
- 1933: Signori, biglietti
- 1954: Ho pianto per te! (Spielfilm)